# Johan Bojer

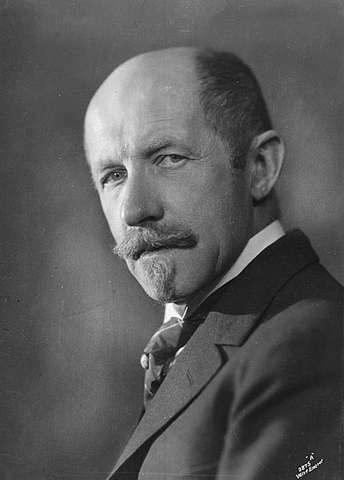
Johan Bojer, 1927

Johan Bojer (* 6. März 1872 in Orkdal nahe Trondheim; † 3. Juli 1959 in Oslo) war ein norwegischer Schriftsteller.

## Leben
Johan Kristoffer Bojer wird als Johan Kristoffer Hansen als uneheliches Kind des Dienstmädchens Johanne Elgåen und des Handelsassessors Hans Bojer (Boier?) geboren. Er wächst als Pflegekind bei der Familie Fætten in Rissa auf. Als Jugendlicher arbeitet er als Bauer und Fischer, später auch als Handelsvertreter, Fischaufkäufer, Büroangestellter und Buchhalter.
1893 veröffentlicht Bojer seinen ersten literarischen Text, Unge tanker, allerdings noch unter dem Namen Johan K. Hansson. Den Nachnamen des Vaters nimmt er erst nach dessen Tod im Jahre 1894 an. Sein Vater hinterlässt ihm eine kleine Erbschaft, mit der Bojer 1895 nach Paris fährt, wo er mit Unterbrechungen bis 1915 lebt. Hier trifft er auf seinen berühmten Landsmann Knut Hamsun und auf August Strindberg, die seinen Entschluss, hauptberuflich als Schriftsteller zu arbeiten, wesentlich beeinflusst haben dürften.
Johan Bojers Schreibstil ist an jenem von Victor Hugo und von Alexander Lange Kielland orientiert. In einfacher, naturalistischer Sprache beschreibt er das Leben der einfachen Menschen und die Schönheit der Landschaft seines Heimatlandes. Sein bekanntestes und erfolgreichstes Werk ist Den siste viking (dt. 'Die Lofotfischer' bzw. 'Der letzte Wiking'), ein auch heute noch spannend zu lesender Roman über die Lofotfischerei um 1900. Darin nimmt er u. a. Bezug auf die sog. Schlacht am Trollfjord vom 6. März 1890, einem Kampf zwischen kapitalkräftigen Unternehmern in Dampfschiffen einerseits und einfachen Fischern in Segelschiffen andererseits um die Fischressourcen des Meeres. Ebenfalls von Interesse ist sein Roman Vår egen stamme (dt. 'Die Auswanderer') über den letztlich erfolglosen Versuch einiger norwegischer Auswanderer, in North Dakota, USA, Fuß zu fassen. Dazu unternimmt Bojer 1923 eine Recherchereise in die USA, auf der er auch Upton Sinclair und Douglas Fairbanks sen. trifft.
1899 heiratet Johan Bojer Ellen Lous Lange. Der Ehe entspringen drei Kinder: Thora (* 1902), die 1927 den Bildhauer und Maler Dyre Vaa heiratete, Randi (* 1903) und Halvard (* 1905). Ab 1919 lebt Johan Bojer als freier Schriftsteller auf seinem Landsitz in der Nähe von Oslo. Hier stirbt er am 3. Juli 1959.

## Werke
- 1893: Unge tanker, Roman (noch unter dem Namen Johan K. Hansson)
- 1895: En Moder, Theaterstück / Helga, Roman / Gravholmen, Theaterstück
- 1896: Et folketog, Roman
- 1897: Olav den hellige, Theaterstück / På kirkevei, Märchen
- 1898: Rørfløytene, Märchen
- 1899: Den evige krig, Roman
- 1900: Moder Lea, Roman
- 1901: Gamle historier, Volksmärchen
- 1902: En pilgrimsgang, Roman / Theodora, Theaterstück
- 1903: Troens makt, Roman (dt. Titel: Macht der Lüge)
- 1904: Brutus, Theaterstück / Hvite fugler, Märchen
- 1908: Vårt rike, Roman (dt. Titel: Unser Reich)
- 1910: Troens makt, Romandramatisierung / Kjærlighetens øyne, Theaterstück
- 1911: Liv, Roman
- 1913: Maria Walewska, Theaterstück
- 1913: Fangen som sang, Roman (dt. Titel: Der Gefangene, der sang)
- 1916: Den franske fane, Artikel / Sigurd Brå, Theaterstück / Den store hunger, Roman (dt. Titel: Der große Hunger)
- 1917: Verdens ansikt, Roman
- 1919: Dyrendal, Roman
- 1920: Stille vær, Erzählungen
- 1921: Den siste viking, Roman (dt. Titel: Die Lofotfischer, auch Der letzte Wiking)
- 1924: Vår egen stamme, Roman (dt. Titel: Die Auswanderer)
- 1927: Det nye tempel, Roman (dt. Titel: Der neue Tempel)
- 1929: Folk ved sjøen, Roman (dt. Titel: Volk und Meer)
- 1931: Mens årene går, Roman
- 1932: Maria Walewska, Theaterstück (zweite Fassung)
- 1933: Huset og havet, Roman
- 1935: Dagen og natten, Roman
- 1938: Kongens karer, Roman (dt. Titel: Des Königs Kerle)
- 1939: Gård og grend, Erzählungen
- 1941: Hustruen, Theaterstück
- 1942: Læregutt, Autobiographie, 1. Teil
- 1946: Svenn, Autobiographie, 2. Teil
- 1948: Skyld, Roman (dt. Titel: Die Schuld des Kristen Fjelken)
- 1952: Lov og liv, Roman
- 1958: Fjell og fjære, Erzählungen
- 1960: Glimt og gleder, Artikel, Texte, Lieder (postum erschienen)